# Hanaharu Naruco
Hanaharu Naruco bzw. Hanaharu Naruko (jap. 鳴子 ハナハル, Naruko Hanaharu) ist ein japanischer Mangaka und Illustrator.

## Biografie
Hanaharu Naruco hatte sein professionelles Debüt im Jahr 2002 mit der Kurzgeschichte Hitai in dem pornografischen (Hentai) Manga-Magazin Comic Kairakuten des Verlags Wanimagazine und wurde dafür auch als bester Nachwuchskünstler des Magazins ausgezeichnet. Seitdem veröffentlicht er regelmäßig ein Kapitel umfassende Kurzgeschichten in diesem Magazin und der Spezialausgabe Comic Shitsurakuten und war auch häufig für dessen Coverillustrationen verantwortlich. 2003 startete darin der Manga Nene (ネネ), mit dem er erstmals eine Serie anfing, die er allerdings nach zehn Kapiteln abbrach. 2004 wurde er als einer der Künstler für den ersten Band von Range Muratas Artbook-/Anthologie-Reihe Robot ausgewählt, der auch in den USA und Frankreich erschien.
2005 wurde er von der Gruppe Besame Mūcho (Produzent Tomonori Ochiai, Regisseur Kōji Masunari, Drehbuchautor Hideyuki Kurata) ausgewählt, die Zeichnungen zum Manga Kamichu! beizusteuern. Dieser erschien kapitelweise in Media Works’ Magazin Comic Dengeki Daiō vom 21. April 2005 bis 21. November 2006 und wurde auch in zwei Sammelbänden (Tankōbon) vom 27. Januar 2006 bzw. 27. März 2007 veröffentlicht. Dieser war einer seiner wenigen jugendfreien Manga und sollte seine längste Arbeit werden.
Seit 2008 erscheint in stark unregelmäßigen Abständen der Manga Noisy Girl (ノイジィ・ガール, Noiji Gāru) in ASCII Media Works’ Comic Dengeki Daiō, für den er zur Handlung von Hideyuki Kurata die Zeichnungen beisteuert.
2012 zeichnete er für das Yuri-Manga-Anthologie Tsubomi Vol. 16 die Titelgeschichte, nachdem er bereits für Vol. 4 von 2009 schon einmal das Titelbild zeichnete. Diese Anthologie erschien nicht bei seinem Hausverlag, sondern bei Hōbunsha.
Er entwarf das originale Charakterdesign für die Animes Suisei no Gargantia, A.I.C.O. Incarnation und Kandagawa Jet Girls.
Daneben hat er zu anderen Produkten Illustrationen geliefert, darunter z. B. die Abspannillustration von Folge 6 des Animes Kannagi oder Folge 12 von Rinne no Lagrange: season2.

### Shōjo Material
Sein bekanntestes eigenes Werk Shōjo Material (少女マテリアル, Shōjo Materiaru) erschien am 30. Juni 2008. Ungewöhnlich für einen Hentai-Manga verursachte er an seinem Erscheinungstag lange Warteschlangen vor einzelnen Geschäften. Bei der auf solche Manga spezialisierten Kette Toranoana war das Werk der meistverkaufte Hentai-Manga des Jahres. Nach einem Bericht der Wirtschaftssendung Money Scoop des Senders Fuji TV vom 2. Februar 2015 verkaufte sich Shōjo Material mehr als eine Million Mal, weswegen Hanaharu Naruco mit geschätzten Tantiemen von etwa 130 Millionen Yen (1 Mio. €) trotz nur einem Band als Spitzenverdiener der Branche gilt.
Der Sammelband enthält eine Auswahl von bereits vorher erschienenen Geschichten:
2⁄4 (yon bun no ni; 2004, Comic Kairakuten #4)
2⁄4: Tsuzuki (2⁄4ツヅキ, yon bun no ni: tsuzuki, dt. „2⁄4: Fortsetzung“; 2004, Comic Kairakuten #6)
Beide Geschichten handeln von Chiaki und ihrem Freund Takashi sowie dessen Kindheitsfreunden Eri und Kazuhiko. Auch diese beiden sind ein Paar. Auf das Betreiben von Chiaki beginnt das Quartett eine Vierecksbeziehung. Mit der Zeit ist Chiaki zunehmend darüber frustriert, dass Takashi und Kazuhiko sich mehr um die attraktivere Eri kümmern. Es stellt sich heraus, dass Chiaki nur zum Schein eine Beziehung mit Takashi eingegangen ist, denn eigentlich liebt sie Eri und wollte ihr durch die Vierecksbeziehung näherkommen.
Hitai (ヒタイ, dt. „Schwellung“; 2002, Comic Kairakuten #12)
Naoko Tanimura, aus der Kunst-AG, ist in ihren Klassenkameraden Fujiki verliebt. Bei einem Unfall verletzt sie ihre Stirn, wodurch Fujiki sie darauf küsst. Eines Tages sieht sie, wie er Sex mit ihrer Klassenkameradin Tomo hat. Als Naoko Tomo fragt, ob sie mit Fujiki ausgeht, greift Tomo sie mit einem Spachtel an, um wie bei ihr Naokos Stirn aufzuritzen. Fujiki kommt ihr zu Hilfe, wobei sich herausstellt, dass Fujiki den Fetisch hat, bei Mädchen seine Markierung in Form einer Stirnnarbe zu hinterlassen.
Akai Mizu (赤い水, dt. „rotes Wasser“; 2003, Comic Kairakuten #2)
Der Schriftsteller Kōzō Kuno leidet an einer Niereninsuffizienz, so dass zweimal die Woche das Mädchen Aya für eine menschliche Blutdialyse vorbeikommt, wobei beide sich ineinander verlieben. Während sein Blut von ihren Nieren gereinigt wird, kann er ihre Gefühle spüren. Sein Arzt teilt ihm mit, dass er für die weltweit erste Nierentransplantation vorgesehen ist und somit kein Bedarf mehr an Aya besteht. Daraufhin bittet Kuno Dr. Kuroda, mit Aya während der Dialyse zu schlafen, um wenigstens vorher einmal vor der riskanten Operation ihre Freude zu fühlen. Die Operation verläuft erfolgreich und Kuno und Aya ziehen zusammen.
Odoru Daikanransha (踊る大観覧車, dt. „tanzendes Riesenrad“; 2003, Comic Kairakuten #4)
Diese Geschichte basiert auf der Zeile Kanransha [ni hitori] de kurashiteru [/ daikirai na sekai o mioroshite] (観覧車[に独り]で暮らしてる[/大嫌いな世界を見下ろして], „[allein] auf dem Riesenrad lebend [/ schaue ich auf die verhasste Welt hinab]“) aus dem Lied Carnival der Band The Pillows.
Mika und ihr Freund Hiro sind im Vergnügungspark und wollen Riesenrad fahren, wobei Mika dieses etwas unheimlich ist, da schon zwei Freundinnen von ihr sich kurz nach der Fahrt von ihren jeweiligen Freunden getrennt haben. Kurz bevor sie das Riesenrad besteigen können, geht plötzlich die Tür einer Gondel auf und Hiro wird von einem seltsamen Mädchen in diese gezerrt, während Mika in die nächste Gondel gedrängt wird. Er sieht, wie Mika ein schockiertes Gesicht macht und das sadistische Mädchen, das in der Gondel zu leben scheint, erzählt ihm, dass Mika durch Magie vorgegaukelt wird, ihr Freund hätte Sex mit dem Mädchen. Gleichzeitig sieht Hiro, wie der Butler des Mädchens die verletzte Mika tröstet und dann mit Mika Sex hat. Nachdem das Mädchen alles versucht, damit Hiro an Mikas Treue zweifelt, erzählt sie ihm, dass sobald das Riesenrad eine volle Umdrehung zurückgelegt hat, er Mika verlieren wird. Sollte sein Glauben an Mika nicht wanken, kann er einfach die Tür der Gondel öffnen und gelangt in Mikas Tür, was ihm nach einigen Versuchen gelingt, wobei er erkennt, dass ihm das alles nur vorgetäuscht wurde und Mika die ganze Zeit allein war.
Scrambled Egg (スクランブルドエッグ, Sukuramburudo Eggu, dt. „Rührei“; 2003, Comic Kairakuten #6)
Diese Geschichte basiert auf dem Volksmärchen Tsuru no Ongaeshi („Der dankbare Kranich“).
Noriko und Kō sind ein Liebespaar. Als beide Sex haben, legt Noriko plötzlich ein Ei. Etwas später findet er eine Hühnerfeder in ihrer Wohnung und erinnert sich, dass er einst ein Huhn vor einem Auto gerettet hat und nimmt an, dass Noriko dieses Huhn von damals sei, zudem Noriko immer früh aufsteht. Später hat Kō eine Erinnerung an eine weinende junge Noriko und erkennt, dass er sich nicht daran erinnern kann, was er gemacht hat, bevor er Noriko traf und seinem Kopf entspringen Federn. Noriko gesteht ihm, dass er ihr Hahn Kō sei, den sie in ihrer Kindheit hatte, und der von einem Auto überfahren wurde. Kō, der Junge, entstand aus dem Wunsch beider, einander wiederzusehen. Am Ende verschwindet Kō.
U.F.O. (2003, Comic Kairakuten #12)
Diese Geschichte basiert darauf, dass zum Erhalt der gefährdeten Art des Nipponibis’ umfangreiche Zuchtprogramme in Japan und China unternommen werden und stellt in einem Gleichnis dar, wie dies für die Ibise sein muss.
Ein Mädchen findet sich plötzlich nackt auf einem Raumschiff wieder, wo ihr ein chinesischer Junge erklärt, dass die Außerirdischen sie beide vor der Zerstörung der Erde gerettet haben und nun beide die menschliche Population vergrößern sollen. Nachdem sie sich bei einer künstlichen Befruchtung wehrt, schlafen beide nach einiger Zeit miteinander, wobei die Außerirdischen auf mehr oder weniger „subtile“ Weise versuchen, die beiden dabei zu unterstützen. Am Ende stellt sich heraus, dass dies nur ein Traum des Mädchens war, das während einer Doku zum Ibiszuchtprogramm eingeschlafen war.
Ashita no Atashi ni Yoroshiku (明日の私にヨロシク, dt. „Hallo mein morgiges Ich“; 2008, Comic Kairakuten #1)
Die Idee zu dieser Geschichte kam Hanaharu Naruco, als er den Film Memento sah.
Natsuko erzählt ihrem Kindheitsfreund Haruhiko, dass sie anscheinend Sex mit jemandem gehabt hat. Da nach einem Unfall mit Kopfverletzung ihr Erinnerungsvermögen jedoch nur einen Tag beträgt und nach jedem Tag zurückgesetzt wird, kann sie sich nicht erinnern mit wem. Normalerweise schreibt sie deswegen alle Ereignisse in ein Tagebuch, wobei sie gerade dieses für sie wichtige Ereignis nicht niederschrieb. Sie fragt sich, ob sie an jene Person ihre Jungfräulichkeit verlor und meint zu Haruhiko, dass sie im Herzen aufgrund ihres Erinnerungsverlustes immer noch jungfräulich ist, woraufhin Haruhiko sie fragt, ob sie ihre „Jungfräulichkeit“ an ihm verlieren will. Nach dem Sex entscheidet sie sich dafür, dieses Ereignis nicht niederzuschreiben, weil, wenn sie am nächsten Tag so eine glückliche Sache läse, es sie traurig machen würde, dies vergessen zu haben. Tatsächlich hat sich dieser Zyklus schon mehr als ein Dutzend Mal wiederholt. Eines Tages erzählt Natsuko Haruhiko abermals, dass sie anscheinend Sex mit jemandem gehabt hat, und dieses Mal weiß sie, dass es mit ihm war, da er sein Tagebuch bei ihr vergessen hat.
Kura (蔵, dt. „Lagerhaus“; 2003, Comic Kairakuten #8/9)
Kōsuke hat eine Liebesbeziehung mit der Magd Harue. Da sein Vater schon eine Heirat mit seiner Cousine Kayoko entschieden hat, brennen beide durch. Drei Jahre später erhält er eine Nachricht vom Tod seines Vaters und besucht zur Ehrerbietung den Familiensitz. Da der einzige Bus in eine Schlucht gefallen ist, muss er die Nacht hier bleiben. In der Nacht sieht er, wie Harue von mehreren Männern vergewaltigt wird, und wird niedergeschlagen. Nachdem er aufwacht, erzählt Kayoko ihm, dass selbst nach ihrer Flucht Harue ständig zum Haus als seines Vaters Gespielin zurückkehrte und er während des Sex’ mit ihr starb. Der Vater verging sich nicht nur an Harue, sondern auch an seinen Nichten Kayoko und Kyōko. Kayoko zwingt Kōsuke, dass er mit seiner Cousine Kyōko, die ihn liebt, den Stammhalter der Familie zeugen soll. Zudem gesteht sie, dass sie seinen Vater langsam vergiftet hat. Nach dem Akt zündet Kayoko das Haus an, wobei Kōsuke gerade noch Harue nicht aber Kyōko retten kann. Einige Monate später lebt er glücklich mit Harue zusammen, die nun schwanger ist. Bei der Eintragung der Ehe im Familienbuch entdeckt er überrascht, dass Kayokos und Kyōkos Mutter die Schwester seines Vaters war, was impliziert, dass er zuvor annahm, dass ihr Vater der Bruder seines Vaters war und ihrer beider Eltern Bruder und Schwester waren. Die Geschichte endet damit, dass Kōsuke Kayoko und eine schwangere Kyōko begegnen.
Misaki made (岬まで, dt. „bis zum Klipp“; 2003, Comic Kairakuten #10)
Der Band schließt mit einer Kurzgeschichte über einen Mann ab, der es überdrüssig ist vor seinen Problemen wegzulaufen und daher „das Klipp besucht“. Als sein Fahrrad kaputt geht trifft er ein in Abgeschiedenheit lebendes abweisendes Mädchen mit Ritznarben und hat eine kurze Affäre mit ihr, was beiden neue Lebensfreude gibt.

## Werk
Sammelbände:
- Kamichu! (かみちゅ!, Autor: Besame Mūcho, 2 Bände). Media Works, 2006–2007
- Shōjo Material (少女マテリアル, Shōjo Materiaru). Wanimagazine, 2008, ISBN 978-4-86269-056-2

Kurzgeschichten:
- Nene (ネネ; 2003, 10 Kapitel, Comic Kairakuten)
- Picnic (2004, robot1)
- Elevator Action (エレベーターアクション, Erebētā Akushon; 2004, Comic Shitsurakuten #12)
- Classmaid (クラスメイド, Kurasumeido; 2005, Comic Kairakuten #2)
- Dekopoko (でこぼこ, 2005, Comic Kairakuten #4)
- Futari (ふたり; 2005, Comic Kairakuten #5)
- TryAngle (TRYあんぐる; 2005, Comic Kairakuten #9)
- Suicide Rain (スーサイドライン, Sūsaido Rain; 2005, Comic Shitsurakuten #9)
- Boy or Chicken? (BOY or CHICKEN?; 2006, Comic Kairakuten #2)
- Futonbu (ふとんぶ; 2006, Comic Kairakuten #6)
- Hadaka no Gakkō (はだかの学校; 2006, Comic Kairakuten #10)
- Classmaid: Maniacs (クラスメイド マニアックス, Kurasumeido: Maniakkusu; 2007, Comic Kairakuten #2)
- Parasol (ぱらそる, Parasoru; 2007, Comic Shitsurakuten #9)
- Rizoraba (りぞらば; 2007, Comic Kairakuten #10)
- Nameneko (なめねこ; 2008, Comic Kairakuten #2)
- BiKiNi (2008, Comic Kairakuten #10)
- Chinkame (ちんかめ; 2009, Comic Kairakuten #2)
- Himegoto (ヒメゴト; 2009, Comic Kairakuten #6)
- Yukata de Pon (ユカタでポン; 2009, Comic Kairakuten #10)
- Hasande! Ja-manesan (はさんで！じゃ～まねさん; 2010, Comic Kairakuten #2)
- Ubuchu (うぶchuッ; 2010, Comic Kairakuten #6)
- Ai to Bonyū to Yamada-shiru (愛と母乳と山田汁; 2010, Comic Kairakuten #10)
- Namadashi Generation (なまだし☆ぜねれーしょん, Namadashi Zenerēshon; 2011, Comic Kairakuten #2)
- Soreyuke! Futonbu (それゆけ！ふとんぶ; 2011, Comic Kairakuten #6)
- Mū-chan (ムーちゃん; 2011, Comic Kairakuten #10)
- Futari no Distance (ふたりのディスタンス, Futari no Disutansu; 2012, Comic Kairakuten #2)
- Aoi Honō, Kaoru Tsuchi (蒼い炎 薫る土; 2012, Tsubomi Vol. 16)
- Hame Doru (はめ♡どる; 2012, Comic Kairakuten #6)
- Suck Me Back Again (2012, Comic Kairakuten #10)
- Daburusu (だぶるす; 2013, Comic Kairakuten #2)
- Kyō kara Shimobe! (今日からシモベ!; 2013, Comic Kairakuten #7)
- Blind Touch (ぶらいんどたっち, Buraindotatchi; 2014, Comic Kairakuten #3)
- Aoi Honō, Kaoru Tsuchi (蒼い炎　薫る土; 2014, Mebae – Vivid Yuri Anthology #1)
- Bougainvillea (ブーゲンビリア, Bugenbiria; 2014–2015, Mebae – Vivid Yuri Anthology #3–5)